# Schefflera toto
Espèce
Classification APG III (2009)
Schefflera toto est une espèce de plantes à fleurs de la famille des Araliaceae. C'est un arbre tropical endémique de la Nouvelle-Calédonie.

## Synonymes
- Dizygotheca toto (Baill.) R.Vig.
- Dizygotheca lecardii R.Vig.